# Населення Ірландії
Населення Ірландії. Чисельність населення країни 2021 року становила 5,01 млн осіб (123-тє місце у світі). Чисельність ірландців стабільно збільшується, народжуваність 2015 року становила 14,84 ‰ (132-ге місце у світі), смертність — 6,48 ‰ (150-те місце у світі), природний приріст — 1,25 % (94-те місце у світі) . 

## Історія
Автохтонне населення Ірландії має кельтське коріння, ірландці споріднені з шотландцями, валлійцями, корнуольцями й бретонцями. За часів пізнього середньовіччя місцеве населення зазнало значної англійської експансії і асиміляції, було виселено на західні менш родючі землі. У XIX сторіччі більшість ірландців через скруту і голод переселилась за океан до Америки. З 1840-х років, коли населення регіонів, що входять зараз в Ірландську Республіку, становило близько 6,5 млн, і до 1970-х відбувалося постійне скорочення чисельності населення — в основному через високий рівень еміграції. Щорічний приріст населення в 1980-х становив лише 0,5 %, а до 2001 року приріст сповільнився до 0,41 %.
2021 року населення Ірландії вперше за 1851 року перевищило 5 млн людей.

## Природний рух

### Відтворення
Народжуваність у Ірландії, станом на 2015 рік, дорівнює 14,84 ‰ (132-ге місце у світі). Коефіцієнт потенційної народжуваності 2015 року становив 1,99 дитини на одну жінку (123-тє місце у світі). Рівень застосування контрацепції 64,8 % (станом на 2005 рік). Середній вік матері при народженні першої дитини становив 29,9 року (оцінка на 2012 рік).
Смертність у Ірландії 2015 року становила 6,48 ‰ (150-те місце у світі).
Природний приріст населення в країні 2015 року становив 1,25 % (94-те місце у світі).

### Вікова структура

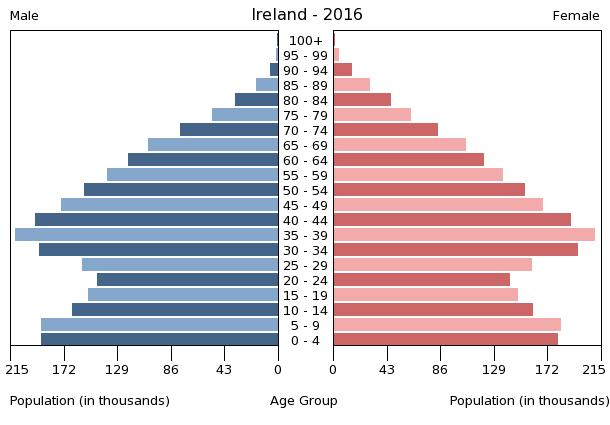
Віково-статева піраміда населення Ірландії, 2016 рік

Середній вік населення Ірландії становить 36,4 року (70-те місце у світі): для чоловіків — 36,1, для жінок — 36,8 року. Очікувана середня тривалість життя 2015 року становила 80,68 року (31-ше місце у світі), для чоловіків — 78,39 року, для жінок — 83,11 року.
Вікова структура населення Ірландії, станом на 2015 рік, виглядає таким чином:
- діти віком до 14 років — 21,5 % (537 239 чоловіків, 514 369 жінок);
- молодь віком 15—24 роки — 11,84 % (294 771 чоловік, 284 710 жінок);
- дорослі віком 25—54 роки — 43,82 % (1 076 579 чоловіків, 1 067 193 жінки);
- особи передпохилого віку (55—64 роки) — 10,23 % (250 926 чоловіків, 249 453 жінки);
- особи похилого віку (65 років і старіші) — 12,61 % (284 399 чоловіків, 332 666 жінок)[1].

### Шлюбність— розлучуваність
Коефіцієнт шлюбності, тобто кількість шлюбів на 1 тис. осіб за календарний рік, дорівнює 4,6; коефіцієнт розлучуваності — 0,6; індекс розлучуваності, тобто відношення шлюбів до розлучень за календарний рік — 13 (дані за 2011 рік). Середній вік, коли чоловіки беруть перший шлюб, дорівнює 33,2 року, жінки — 31,6 року, загалом — 32,4 року (дані за 2011 рік).

## Розселення
Густота населення країни 2015 року становила 68,1 особи/км² (146-те місце у світі). Більша частина населення країни концентрується на низовинах сходу острова, найбільша агломерація — Дублін. Гірські райони заходу заселені рідко, вони менш придатні до сільського господарства, там менш розвинена транспортна мережа, відчутно вищий рівень безробіття.

### Урбанізація
Ірландія високоурбанізована країна. Рівень урбанізованості становить 63,2 % населення країни (станом на 2015 рік), темпи зростання частки міського населення — 1,58 % (оцінка тренду за 2010—2015 роки).
Головні міста держави: Дублін (столиця) — 1,169 млн осіб (дані за 2015 рік).

### Міграції
Річний рівень імміграції 2015 року становив 4,09 ‰ (31-ше місце у світі). Цей показник не враховує різниці між законними і незаконними мігрантами, між біженцями, трудовими мігрантами та іншими. Згідно з загальнодержавним переписом 2006 року, в країні мешкало 275,8 тис. іммігрантів з країн Євросоюзу (Польщі, Латвії, Литви, Румунії), Росії, Китаю, України, Пакистану, Філіппін, Нігерії.

#### Біженці й вимушені переселенці
У країні мешкає 99 осіб без громадянства.
Ірландія є членом Міжнародної організації з міграції (IOM).

## Расово-етнічний склад
| Етнічний склад (2011 рік) | Етнічний склад (2011 рік) | Етнічний склад (2011 рік) | Етнічний склад (2011 рік) | Етнічний склад (2011 рік) |
| ------------------------- | ------------------------- | ------------------------- | ------------------------- | ------------------------- |
| Етнос:                    |                           |                           | Відсоток:                 |                           |
| ірландці                  | ірландці                  |                           | 84.5%                     | 84.5%                     |
| білі не ірландці          | білі не ірландці          |                           | 9.8%                      | 9.8%                      |
| азіати                    | азіати                    |                           | 1.9%                      | 1.9%                      |
| темношкірі                | темношкірі                |                           | 1.4%                      | 1.4%                      |
| інші                      | інші                      |                           | 2.5%                      | 2.5%                      |

Головні етноси країни: ірландці — 84,5 %, інші білі — 9,8 %, азіати — 1,9 %, темношкірі — 1,4 %, мішаного походження — 0,9 %, інші — 1,6 % населення (оціночні дані за 2011 рік). Національні меншини, згідно з загальнодержавним переписом 2006 року, налічують 420 тис., тобто 10% населення.

## Мови
| Мови Ірландії (2015 рік) | Мови Ірландії (2015 рік) | Мови Ірландії (2015 рік) | Мови Ірландії (2015 рік) | Мови Ірландії (2015 рік) |
| ------------------------ | ------------------------ | ------------------------ | ------------------------ | ------------------------ |
| Мова:                    |                          |                          | Відсоток:                |                          |
| англійська               | англійська               |                          | 94%                      | 94%                      |
| ірландська               | ірландська               |                          | 38.7%                    | 38.7%                    |

Офіційні мови: англійська, ірландська (гельська) — вільно володіє 38,7 % населення держави (особливо поширена на західному узбережжі в регіоні Гелтахт). Ірландія, як член Ради Європи, не підписала Європейську хартію регіональних мов.

## Релігії
| Релігії в Ірландії (2015 рік) | Релігії в Ірландії (2015 рік) | Релігії в Ірландії (2015 рік) | Релігії в Ірландії (2015 рік) | Релігії в Ірландії (2015 рік) |
| ----------------------------- | ----------------------------- | ----------------------------- | ----------------------------- | ----------------------------- |
| Віросповідання:               |                               |                               | Відсоток:                     |                               |
| католики                      | католики                      |                               | 84.7%                         | 84.7%                         |
| християни                     | християни                     |                               | 5.5%                          | 5.5%                          |
| мусульмани                    | мусульмани                    |                               | 1.1%                          | 1.1%                          |
| інші                          | інші                          |                               | 1.7%                          | 1.7%                          |
| агностики                     | агностики                     |                               | 1.5%                          | 1.5%                          |
| атеїсти                       | атеїсти                       |                               | 5.7%                          | 5.7%                          |

Головні релігії й вірування, які сповідує, і конфесії та церковні організації, до яких відносить себе населення країни: римо-католицтво — 84,7 %, Церква Ірландії — 2,7 %, інші течії християнства — 2,7 %, іслам — 1,1 %, інші — 1,7 %, не визначились — 1,5 %, не сповідують жодної — 5,7 % (станом на 2011 рік).

## Освіта
Рівень письменності 2015 року становив 99 % дорослого населення (віком від 15 років): 99 % — серед чоловіків, 99 % — серед жінок.
Державні витрати на освіту становлять 5,8 % ВВП країни, станом на 2012 рік (31-ше місце у світі). Середня тривалість освіти становить 19 років, для хлопців — до 19 років, для дівчат — до 19 років (станом на 2012 рік).

## Охорона здоров'я
Забезпеченість лікарями в країні на рівні 2,67 лікаря на 1000 мешканців (станом на 2013 рік). Забезпеченість лікарняними ліжками в стаціонарах — 2,9 ліжка на 1000 мешканців (станом на 2011 рік). Загальні витрати на охорону здоров'я 2014 року становили 7,8 % ВВП країни (57-ме місце у світі).
Смертність немовлят до 1 року, станом на 2015 рік, становила 3,7 ‰ (198-ме місце у світі); хлопчиків — 4,07 ‰, дівчаток — 3,32 ‰. Рівень материнської смертності 2015 року становив 8 випадків на 100 тис. народжень (169-те місце у світі).
Ірландія входить до складу ряду міжнародних організацій: Міжнародного руху (ICRM) і Міжнародної федерації товариств Червоного Хреста і Червоного Півмісяця (IFRCS), Дитячого фонду ООН (UNISEF), Всесвітньої організації охорони здоров'я (WHO).

### Захворювання
2014 року було зареєстровано 8,0 тис. хворих на СНІД (102-ге місце у світі), це 0,28 % населення в репродуктивному віці 15—49 років (87-ме місце у світі). Смертність 2014 року від цієї хвороби становила приблизно 100 осіб (122-ге місце у світі).
Частка дорослого населення з високим індексом маси тіла 2014 року становила 27 % (57-ме місце у світі).

### Санітарія
Доступ до облаштованих джерел питної води 2015 року мало 97,9 % населення в містах і 97,8 % в сільській місцевості; загалом 97,9 % населення країни. Відсоток забезпеченості населення доступом до облаштованого водовідведення (каналізація, септик): в містах — 89,1 %, в сільській місцевості — 92,9 %, загалом по країні — 90,5 % (станом на 2015 рік). Споживання прісної води, станом на 2007 рік, дорівнює 0,79 км³ на рік, або 226,9 тонни на одного мешканця на рік: з яких 94 % припадає на побутові, 6 % — на промислові, 0 % — на сільськогосподарські потреби.

## Соціально-економічне становище
Співвідношення осіб, що в економічному плані залежать від інших, до осіб працездатного віку (15—64 роки) загалом становить 53,7 % (станом на 2015 рік): частка дітей — 33,5 %; частка осіб похилого віку — 20,2 %, або 5 потенційно працездатного на 1 пенсіонера. Загалом ці показники характеризують рівень потреби державної допомоги в секторах освіти, охорони здоров'я і пенсійного забезпечення, відповідно. За межею бідності 2009 року перебувало 5,5 % населення країни. Розподіл доходів домогосподарств у країні виглядає таким чином: нижній дециль — 2,9 %, верхній дециль — 27,2 % (станом на 2000 рік).
Станом на 2016 рік, уся країна була електрифікована, усе населення країни мало доступ до електромереж. Рівень проникнення інтернет-технологій надзвичайно високий. Станом на липень 2015 року в країні налічувалось 3,92 млн унікальних інтернет-користувачів (79-те місце у світі), що становило 80,1 % загальної кількості населення країни.

### Трудові ресурси
Загальні трудові ресурси 2015 року становили 2,176 млн осіб (121-ше місце у світі). Зайнятість економічно активного населення в господарстві країни розподіляється таким чином: аграрне, лісове і рибне господарства — 5 %; промисловість і будівництво — 19 %; сфера послуг — 76 % (станом на 2011 рік). Безробіття 2015 року дорівнювало 9,4 % працездатного населення, 2014 року — 11,3 % (110-те місце у світі); серед молоді у віці 15—24 років ця частка становила 23,9 %, серед юнаків — 26,6 %, серед дівчат — 20,9 % (38-ме місце у світі).

## Кримінал

### Наркотики

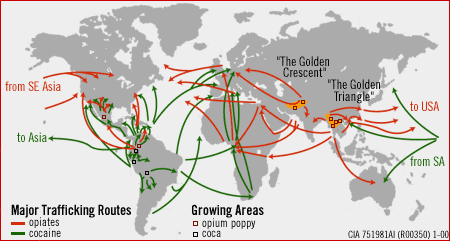
Світові маршрути наркотрафіку

Перевалочний пункт і країна-споживач гашишу, що надходить з Північної Африки до Нідерландів і Великої Британії; виробництво синтетичних наркотиків; фіксується збільшення споживання південноамериканського кокаїну; невеликий перевалочний пункт для героїну і кокаїну, що прямує до Західної Європи; незважаючи на суворе законодавство, залишається проблема, пов'язана з відмиванням грошей через обмінні пункти і підставні компанії, пов'язані з офшорами.

### Торгівля людьми
Згідно зі щорічною доповіддю про торгівлю людьми (англ. Trafficking in Persons Report) Управління з моніторингу та боротьби з торгівлею людьми Державного департаменту США, уряд Ірландії докладає всіх можливих зусиль у боротьбі з явищем примусової праці, сексуальної експлуатації, незаконною торгівлею внутрішніми органами, законодавство відповідає всім вимогам американського закону 2000 року щодо захисту жертв (англ. Trafficking Victims Protection Act’s), держава перебуває у списку першого рівня.

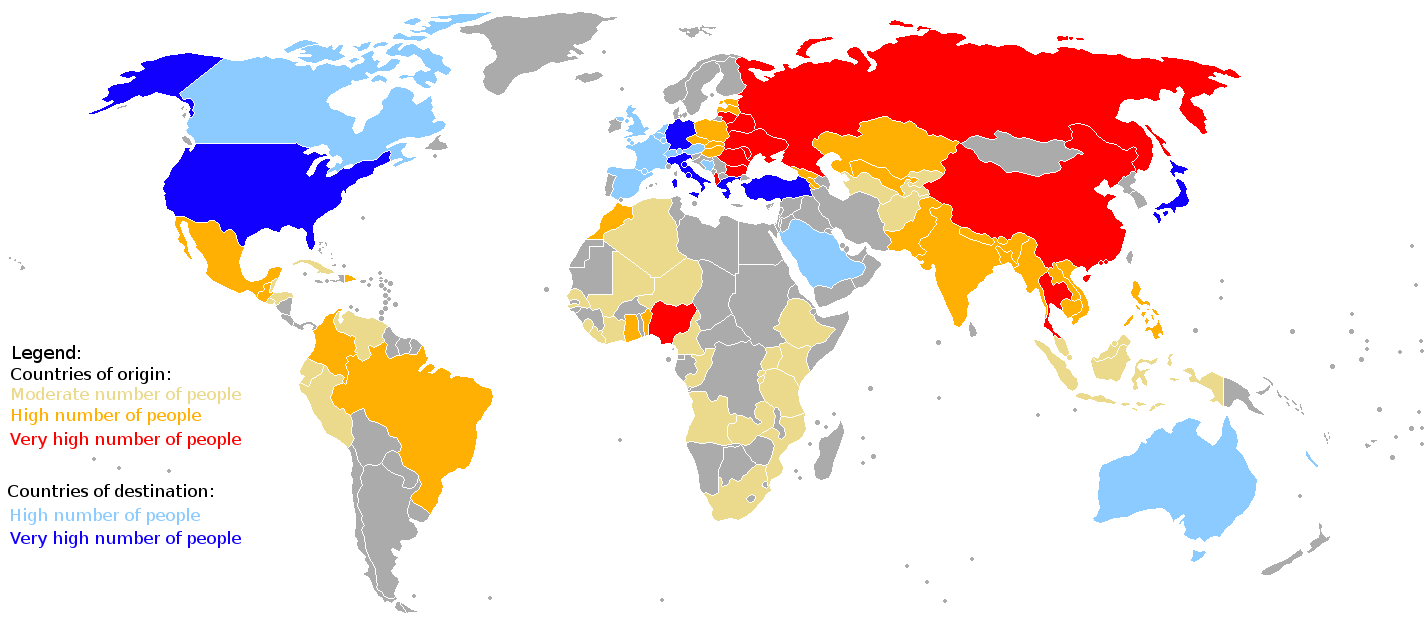
Країни-донори (червоний) і країни-реципієнти кримінальних потоків  (англ.)
Глобальна боротьба з торгівлею людьми (англ.)

## Статевий склад населення
Статеве співвідношення (оцінка 2015 року):
- при народженні — 1,06 особи чоловічої статі на 1 особу жіночої;
- у віці до 14 років — 1,04 особи чоловічої статі на 1 особу жіночої;
- у віці 15—24 років — 1,04 особи чоловічої статі на 1 особу жіночої;
- у віці 25—54 років — 1,01 особи чоловічої статі на 1 особу жіночої;
- у віці 55—64 років — 1,01 особи чоловічої статі на 1 особу жіночої;
- у віці за 64 роки — 0,86 особи чоловічої статі на 1 особу жіночої;
- загалом — 1 особи чоловічої статі на 1 особу жіночої[1].

## Демографічні дослідження
Демографічні дослідження в країні ведуться рядом державних і наукових установ:
- Центральне статистичне управління Ірландії (ірл. An Phriomh-Oifig Staidrimh).

### Українською
- Атлас. 10—11 клас. Економічна і соціальна географія світу / упорядники :  О. Я. Скуратович, Н. І. Чанцева. — К. : ДНВП «Картографія», 2010. — ISBN 978-966-475-639-3.
- Атлас світу / голов. ред. І. С. Руденко ; зав. ред. В. В. Радченко ; відп. ред. О. В. Вакуленко. — К. : ДНВП «Картографія», 2005. — 336 с. — ISBN 9666315467.
- Безуглий В. В. Економічна і соціальна географія зарубіжних країн : Навчальний посібник. — К. : ВЦ «Академія», 2007. — 704 с. — ISBN 978-966-580-239-6.
- Безуглий В. В., Козинець С. В. Регіональна економічна і соціальна географія світу : Навчальний посібник. — видання 2-ге, доп., перероб. — К. : ВЦ «Академія», 2007. — 688 с. — ISBN 966-580-144-9.
- Гудзеляк І. І. Географія населення: Навчальний посібник / І. Гудзеляк. — Л. : Видавничий центр ЛНУ імені Івана Франка, 2008. — 232 с. — ISBN 978-966-613-599-8.
- Дахно І. І. Країни світу: Енциклопедичний довідник / І. І. Дахно, С. М. Тимофієв. — К. : Мапа, 2011. — 606 с. — (Бібліотека нового українця) — ISBN 978-966-8804-23-6.
- Дахно І. І. Економічна географія зарубіжних країн : навчальний посібник. — К. : Центр учбової літератури, 2014. — 319 с. — ISBN 978-611-01-0682-5.
- Джаман В. О. Регіональні системи розселення: демографічні аспекти. — Чернівці : Рута, 2003. — 392 с. — ISBN 9665685988.
- Дорошенко Л. С. Демографія: Навчальний посібник. — К. : МАУП, 2005. — 112 с. — ISBN 966-608-442-2.
- Дубович І. А. Країнознавчий словник-довідник. — 5-те вид., перероб. і доп. — К. : Знання, 2008. — 839 с. — ISBN 978-966-346-330-8.
- Економічна і соціальна географія країн світу. Навчальний посібник / За ред. Кузика С. П. — Л. : Світ, 2002. — 672 с. — ISBN 966-603-178-7.
- Загальна медична географія світу / В. О. Шевченко [та ін.] — К. : [б.в.], 1998. — 178 с.
- Крисаченко В. С. Динаміка населення: Популяційні, етнічні та глобальні виміри. — К. : Видавництво Національного інституту стратегічних досліджень, 2005. — 368 с. — ISBN 966-554-083-1.
- Любіцева О. О., Мезенцев К. В., Павлов С. В. Географія релігій. — К. : АртЕК, 1999. — 504 с. — ISBN 966-505-006-0.
- Масляк П. О. Країнознавство. — К. : Знання, 2007. — 292 с. — (Вища освіта XXI століття)
- Масляк П. О., Дахно І. І. Економічна і соціальна географія світу / П. О. Масляк, І. І. Дахно ; за ред. П. О. Масляка. — К. : Вежа, 2003. — 280 с. — ISBN 966-7091-53-8.

### Російською
- (рос.) Ирландия // Демографический энциклопедический словарь / главн. ред. Валентей Д. И. — М. : Советская энциклопедия, 1985. — 608 с.
- (рос.) Ирландия // Страны и народы. Зарубежная Европа. Западная Европа / Редкол. : В. П. Максаковский (отв. ред.) и др. — М. : «Мысль», 1979. — 381 с. — (Страны и народы) — 180 тис. прим.
- (рос.) Атлас народов мира / Отв. ред. С. И. Брук и В. С. Апенченко. — М. : ГУГК ГГК СССР и Институт этнографии им. Н. Н. Миклухо-Маклая АН СССР, 1964. — 185 с. — 20 тис. прим.
- (рос.) Численность и расселение народов мира. Этнографические очерки / под ред. С. И. Брука. — М. : Издательство АН СССР, 1962. — 487 с.
- (рос.) Лаппо Г. М. География городов: Учебное пособие для географических факультетов вузов. — М. : Туманит, изд. центр ВЛАДОС, 1997. — 476 с. — ISBN 5-691-00047-0.
- (рос.) Урланис Б. Ц. Рост населения в Европе (опыт исчисления). — М. : ОГИЗ-Госполитиздат, 1941. — 436 с.
- (рос.) Ягельский А. География населения. — М. : Прогресс, 1980. — 383 с.